# Guargacho
Guargacho es una de las entidades de población que conforman el municipio de Arona, en la isla de Tenerife —Canarias, España—.
La localidad se halla urbanísticamente unida a la población homónima del municipio de San Miguel de Abona, quedando separada por la calle de Camilo José Cela.

## Toponimia
Guargacho es un término de procedencia guanche que alude a las tierras próximas al barrio.

## Características
Se encuentra a 15 kilómetros de la capital municipal y a una altitud media de 52 m s. n. m.
Está formada por los núcleos poblacionales de Coromoto, Guargacho, Oroteanda Baja y Las Rosas.

## Demografía
| Año        | 2000 | 2001 | 2002 | 2003 | 2004 | 2005 | 2006 | 2007 | 2008 | 2009 | 2010 | 2011 | 2012 | 2013 | 2014 |
| ---------- | ---- | ---- | ---- | ---- | ---- | ---- | ---- | ---- | ---- | ---- | ---- | ---- | ---- | ---- | ---- |
| Habitantes | 892  | 1025 | 1396 | 1696 | 1844 | 1955 | 1948 | 1995 | 2026 | 1968 | 1934 | 1827 | 1865 | 1900 | 1877 |

## Fiestas
La localidad de Guargacho celebra las fiestas patronales en honor a la Virgen del Carmen en el mes de julio, desarrollándose tanto actos religiosos como populares.
A su vez, en el mes de mayo se celebra la festividad del Santo Hermano Pedro, también celebrada en ambos sectores de la localidad.

## Comunicaciones

### Transporte público
En autobús —guagua— queda conectado mediante las siguientes líneas de TITSA:
| Línea | Trayecto                                               | Recorrido |
| ----- | ------------------------------------------------------ | --- |
| 112   | Sta. Cruz - Arona (por Costa del Silencio)             | Horario/Línea (enlace roto disponible en Internet Archive; véase el historial, la primera versión y la última). |
| 115   | Sta. Cruz - Las Galletas - Costa del Silencio          | Horario/Línea (enlace roto disponible en Internet Archive; véase el historial, la primera versión y la última). |
| 468   | Costa Adeje - Las Galletas (por Los Cristianos)        | Horario/Línea                                                                                                   |
| 470   | Parque de la Reina - Las Galletas - Parque de la Reina | Horario/Línea                                                                                                   |
| 484   | Granadilla - El Fraile                                 | Horario/Línea                                                                                                   |